# Mesosa irrorata
Mesosa irrorata är en skalbaggsart som beskrevs av J. Linsley Gressitt 1939. Mesosa irrorata ingår i släktet Mesosa och familjen långhorningar. Inga underarter finns listade i Catalogue of Life.